# 竹簡孫子
- 孫子 (書物) > 竹簡孫子
- 銀雀山漢簡 > 竹簡孫子

竹簡孫子（ちくかん そんし）は、1972年に中国山東省臨沂県銀雀山の前漢時代の墓から出土した春秋戦国時代の兵家・孫武によるとされる『孫子』と孫臏についての兵法書の竹簡写本である。

## 『孫子』との同定
竹簡に記されていたためこの名前で呼ばれており、孫武による著作は後世まで伝わる『孫子』と内容がほぼ合致した。一方で『孫子』とは別内容であると判明した孫臏の著作は、この発見以降『孫臏兵法』と呼ばれることとなった。
漢代は、各々を『呉孫子』『斉孫子』と言って区別していたが、そのどちらか片方が早くに散逸し、後世に残ったほうが『孫子』の原本となった。そのため『孫子』の著者が、孫武・孫臏のいずれになるか不明となっていた。あるいは両方とも散逸し、現代まで伝わる『孫子』は後代の偽書であるという説もあった。
この発見により長年の疑問が氷解し、『孫子』の著者は孫武であるとほぼ確定した。また、同時にここから『尉繚子』の写本も発見されたために、同書を前漢以後の偽書とする説が覆される事にもなった。